# Solegnathus
Solegnathus ist eine Seenadelgattung, die im westlichen Pazifik von Südjapan über das Chinesische Meer, Java, Flores, die Bandasee und die Molukken bis zu den Küsten von New South Wales, Queensland und Tasmanien vorkommt.

## Merkmale
Solegnathus-Arten sind relativ große Seenadeln und werden 35 bis 50 cm lang. Sie sehen wie große, langgestreckte Seepferdchen aus. Wie alle Seenadeln ist Solegnathus durch ringförmig angeordnete Knochenplatten gepanzert. Die Knochenringe sind zusätzlich bedornt, weshalb die Tiere in asiatischen Ländern als „Dornige Drachenfische“ bezeichnet werden. Die Rückenflosse ist groß und befindet sich hinter dem Anus auf dem Schwanz. Die Brutzone der Männchen liegt unter dem Schwanz. Solegnathus-Arten leben vor allem in strömungsexponierten Regionen in Riffnähe über offenen Weichböden. Ihre Lebensräume sind oft mit Weichkorallen und Gorgonien bewachsen. Die Jungfische gehen nach dem Schlupf gleich zum bentischen Leben über. Ein pelagisches Stadium fehlt.

## Systematik
Es gibt fünf beschriebene Arten. Kuiter benennt noch zwei weitere, bisher unbeschriebene Arten und gibt insgesamt neun Arten für die Gattung an. Die morphologischen Unterschiede zwischen den Arten sind gering.
- Dunckers Nadelpferdchen (Solegnathus dunckeri), 50 cm lang, Küste von New South Wales bis Süd-Queensland.
- Hardwicks Nadelpferdchen (Solegnathus hardwickii), 50 cm lang, Chinesisches Meer bis Süd-Japan.
- Indonesisches Nadelpferdchen (Solegnathus lettiensis), 45 cm lang, Bandasee, Java, Molukken, Flores.
- Robustes Dornen-Nadelpferdchen (Solegnathus robustus), 40 cm lang, Küste von Flinders Island.
- Australisches Dornen-Nadelpferdchen (Solegnathus spinosissimus), 50 cm lang, Küste von Tasmanien.
- Queensland-Dornen-Nadelpferdchen (Solegnathus sp. 1), 50 cm lang, Queensland und Nord-New South Wales.
- Westliches Nadelpferdchen (Solegnathus sp. 2), 50 cm lang, Western Australia.

Solegnathus ist nah mit dem Fetzenfisch (Phycodurus eques), den Seedrachen (Phyllopteryx) und der  Fetzen-Seenadel (Haliichthys taeniophorus) verwandt.